# مدرة مخزنية

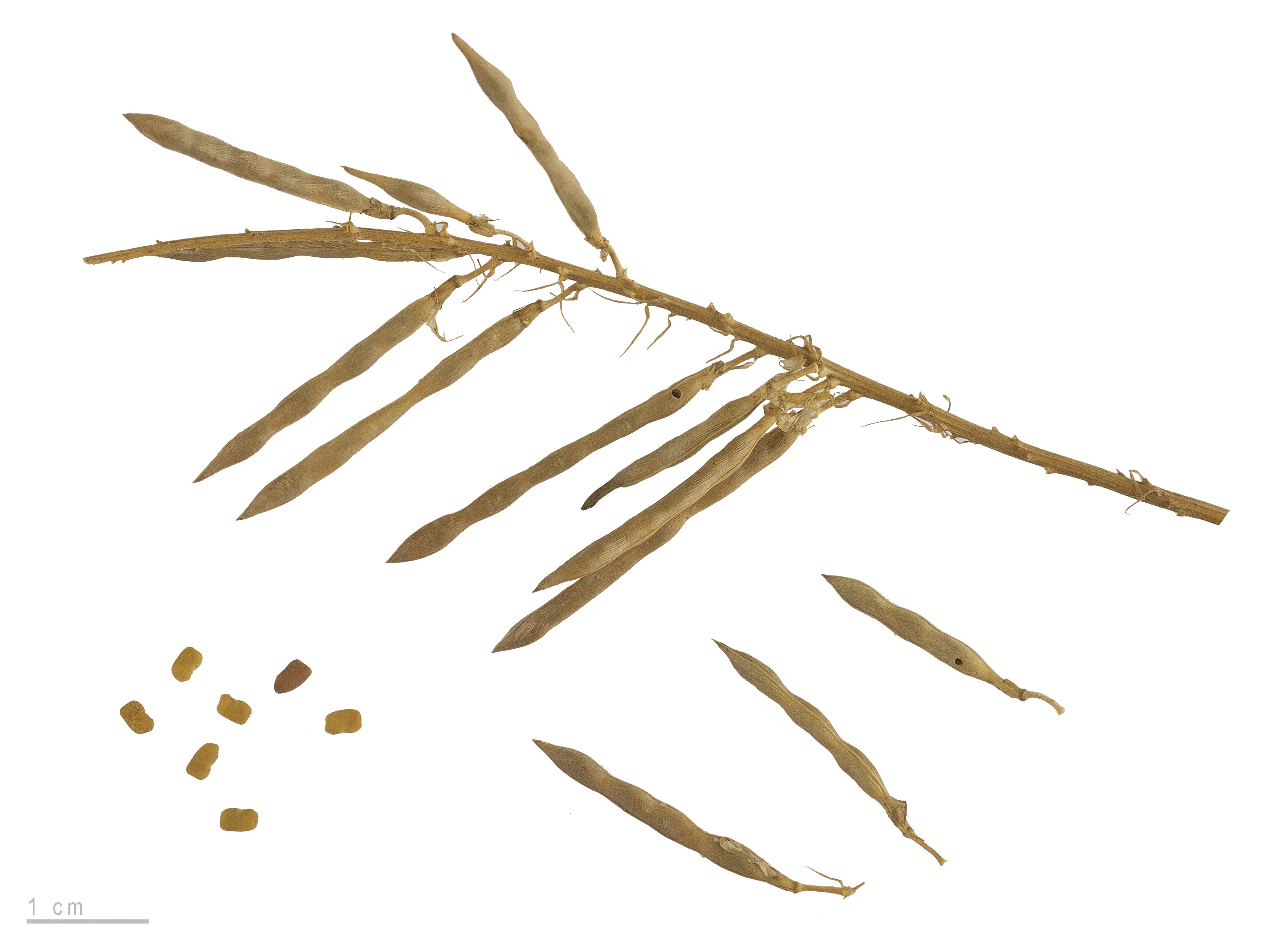
Galega officinalis

المدرة، المكنانة  أو مدرة مخزنية أو الزهرة المدرة أو سذاب الماعز أو مكنانة مخزنية أو كاليكة أو سذاب المعزة (الاسم العلمي:Galega officinalis) هي نوع نباتي يتبع جنس المدرة من فصيلة البقولية.